# Clayton Custer
Clayton Custer (ur. 28 czerwca 1995 w Overland Park) – amerykański koszykarz występujący na pozycji rozgrywającego.
W 2014 został wybrany najlepszym zawodnikiem szkół średnich stanu Kansas (Kansas Gatorade Player of the Year).
22 lipca 2019 został zawodnikiem Śląska Wrocław. 4 listopada opuścił klub.

## Osiągnięcia
Stan na 27 listopada 2019, na podstawie, o ile nie zaznaczono inaczej.
NCAA
- Uczestnik rozgrywek:
  - NCAA Final Four (2014)
  - turnieju NCAA (2015, 2019)
- Mistrz:
  - turnieju konferencji Missouri Valley (MVC – 2018)
  - sezonu regularnego MVC (2018, 2019)
- Zawodnik roku MVC (Larry Bird Award – 2018)[6]
- Laureat Lou Henson Award (Mid-Major POY – 2018)[7]
- Zaliczony do:
  - składu:
    - honorable mention All-American (2018 przez Associated Press)
    - MVC Honor Roll (2016, 2017)
    - Big 12 Commissioner's Honor Roll (2015)

  - I składu:
    - MVC (2018)
    - zawodników, którzy poczynili największy postęp konferencji MVC (2018)
    - turnieju NCAA South Regional (2018)
    - Academic All-Big 12 Rookie Team (2015)

  - III składu:
    - Academic All-American (2019)
    - MVC (2019)
- Zwycięzca konkursu rzutów za 3 punkty NCAA (2019)
- Zawodnik tygodnia MVC (29.01.2018)